# 1461 az irodalomban
Az 1461. év az irodalomban.

## Halálozások
- 1461 – Bohuslaus Lobkowicz von Hassenstein, csehül: Bohuslav Hasištejnský z Lobkovic, a cseh humanizmus nagy költője († 1510)
- 1461 – Džore Držić horvát (raguzai) reneszánszkori költő, Petrarca követője († 1501)
- 1461 – Martin le Franc francia költő (* 1410)